# 島根県中学校の廃校一覧
島根県中学校の廃校一覧（しまねけんちゅうがっこうのはいこういちらん）は、島根県内の廃校になった中学校の一覧。対象となるのは、学制改革（1947年）以降に廃校となった中学校、および分校である。学校名は廃校当時のもの。廃校時に中学校が所在した自治体がその後合併により消滅している場合は、現行の自治体に含める。また現在休校中の県内の中学校（分校）も、その多くは実質上、廃校と同じ状態にあるため参考として記載する。
（）内は、廃校になった年、統合先の中学校である。

## 松江市
- 松江市立第一中学校第一分校（1949年）[1]
- 松江市立第一中学校第二分校（1949年）[1]
- 松江市立第二中学校分校（1949年）[2]
- 松江市立第四中学校分校（1950年12月9日）[3]
- 松江市立生馬中学校（1953年松江市立第一中学校へ統合）[1]
- 松江市立竹矢中学校（1958年松江市立第四中学校へ統合）[3]
- 松江市立持田中学校（1961年松江市立第二中学校へ統合）[2]
- 松江市立第五中学校（1965年第二中へ統合）[2]
- 松江市立忌部中学校（1970年松江市立湖南中学校へ統合）[4]
- 松江市立古江中学校（1994年統合により松江市立湖北中学校へ）[5]
- 松江市立秋鹿中学校（同上）[5]
- 松江市立大野中学校（同上）[5]
- 松江市立八束中学校（2018年松江市立義務教育学校八束学園へ移行により）[6]
- 松江市立玉湯中学校（2021年玉湯小、大谷小と統合し松江市立義務教育学校玉湯学園（義務教育学校）へ）[7]
- 乃木村組合立中学校（1950年9月21日）[3]
- 東出雲町立揖屋中学校（1957年統合により松江市立東出雲中学校〈当時：東出雲町立〉へ）[8]
- 東出雲町立意東中学校（同上）[8]
- 東出雲町立出雲郷中学校（同上）[8]
- 鹿島町立恵曇中学校（1958年統合により松江市立鹿島中学校〈当時：鹿島町立〉恵曇校舎となり、1959年新校舎に移転）[9]
- 鹿島町立佐太中学校（1958年鹿島中佐太校舎となり、1959年新校舎に移転）[9]
- 鹿島町立講武中学校（1958年鹿島中講武校舎となり、1959年新校舎に移転）[9]
- 鹿島町立御津中学校（1958年鹿島中御津校舎となり、1959年新校舎に移転）[9]
- 宍道町立宍道中学校〈旧〉（1959年来待中と統合し松江市立宍道中学校〈当時：宍道町立〉へ）[10]
- 宍道町立来待中学校（1959年宍道中〈旧〉と統合し宍道中〈新〉へ）[10]
- 島根村立加賀中学校（1963年大芦中と統合し島根中〈旧〉へ）[11]
- 島根村立大芦中学校（1963年加賀中と統合し島根中〈旧〉へ）[11]
- 島根町立島根中学校〈旧〉（2004年野波中と統合し松江市立島根中学校〈当時：島根町立〉へ）[11]
- 島根町立野波中学校（2004年島根中〈旧〉と統合し島根中〈新〉へ）[11]
- 美保関町立千酌中学校（1995年4月1日片江中と統合し北中へ）[12]
- 美保関町立片江中学校（1995年4月1日千酌中と統合し北中へ）[12]
- 美保関町立美保関中学校〈旧〉（1995年4月10日森山中と統合し南中へ）[12]
- 美保関町立森山中学校（1995年4月10日美保関中〈旧〉と統合し南中へ）[12]
- 美保関町立北中学校（1995年6月22日南中と統合し松江市立美保関中学校〈当時：美保関町立〉へ）[12]
- 美保関町立南中学校（1995年6月22日北中と統合し美保関中へ）[12]

## 浜田市
- 浜田市立周布中学校（1950年長浜中と統合し浜田市立第三中学校へ）[13]
- 浜田市立長浜中学校（1950年周布中と統合し第三中へ）[13]
- 浜田市立第三中学校大麻分校（1956年）[13]
- 浜田市立有福中学校（1999年国府中と統合し浜田市立浜田東中学校へ）[14]
- 浜田市立国府中学校（1999年有福中と統合し浜田東中へ）[14]
- 旭町立旭中学校〈旧〉（1980年東中と統合し浜田市立旭中学校〈当時：旭町立〉へ）[15]
- 旭町立東中学校（1980年旭中〈旧〉と統合し旭中〈新〉へ）[15]
- 三隅町立三隅中学校〈旧〉（2001年統合により浜田市立三隅中学校〈当時：三隅町立〉へ）[16]
- 三隅町立井野中学校（同上）[16]
- 三隅町立岡見中学校（同上）[16]
- 浜田市立第四中学校（2024年統合により第三中へ）[13]

## 出雲市
- 出雲市立第六中学校（1956年出雲市立第一中学校へ統合）[注釈 1]
- 出雲市立第一中学校上津分校（1957年）[注釈 2]
- 出雲市立第七中学校（1959年出雲市立第二中学校へ統合）[注釈 3]
- 出雲市立外園中学校（1960年第二中へ統合）
- 出雲市立第四中学校（1989年第二中の一部・第五中と統合し出雲市立南中学校へ）[17]
- 出雲市立第五中学校（1989年第二中の一部・第四中と統合し南中へ）[17]
- 出雲市立旭丘中学校（2013年出雲市立向陽中学校開校に伴い廃校）[18]
- 出雲市立光中学校（2015年出雲市立平田中学校へ統合）[19]
- 平田町立平田中学校〈旧〉（1948年灘分中と統合し平田中〈新〉へ）[20]
- 灘分村立灘分中学校（1948年平田中〈旧〉と統合し平田中〈新〉へ）[20]
- 久多美村立久多美中学校（1950年統合により愛宕中へ）[20]
- 国富村立国富中学校（同上）[20]
- 檜山村立檜山中学校（同上）[20]
- 西田村立西田中学校（1950年統合により光中へ）[21]
- 北浜村立北浜中学校（同上）[21]
- 鰐淵村立鰐淵中学校（同上）[21]
- 西浜村立西浜中学校（1950年江南中と統合し出雲市立湖陵中学校〈当時：西浜村・江南村組合立〉へ）[22]
- 江南村立江南中学校（1950年西浜中と統合し湖陵中へ）[22]
- 大社町外三村組合立大社中学校荒木分校（1950年）[23]
- 大社町外三村組合立大社中学校遙堪分校（1950年）[23]
- 荘原村立荘原中学校（1950年出東中と統合し荘原出東二村組合立八雲中学校〈現：出雲市立斐川東中学校〉へ）[24]
- 出東村立出東中学校（1950年荘原中と統合し八雲中へ）[24]
- 久多美村外2村組合立愛宕中学校（1951年平田中へ統合）[20]
- 平田市立東中学校（1959年平田中旭丘分校と統合し旭丘中へ）[18]
- 平田市立平田中学校旭丘分校（1959年東中と統合し旭丘中へ）[18]
- 平田市立伊野中学校（1960年旭丘中へ統合）[18]
- 平田市立佐香中学校（2004年平田中へ統合）[20]
- 佐田村立出雲須佐中学校（1961年窪田中と統合し出雲市立佐田中学校〈当時：佐田村立〉へ）[25]
- 佐田村立窪田中学校（1961年出雲須佐中と統合し佐田中へ）[25]
- 大社町立日御碕中学校（1969年出雲市立大社中学校〈当時：大社町立〉へ統合）[23]
- 大社町立鵜鷺中学校（1951年大社中から独立するも、1985年再統合）[23]

## 益田市
- 益田市立豊川中学校（1953年益田市立益田東中学校開校に伴い廃校）[26]
- 益田市立西南中学校（2018年益田市立中西中学校へ統合）[27]
- 益田市立鎌手中学校（2018年益田市立東陽中学校へ統合）[28]

## 安来市
- 安来市立広瀬中学校〈旧〉（2007年統合により安来市立広瀬中学校〈新〉へ）[29]
- 安来市立比田中学校（同上）[29]
- 安来市立山佐中学校（同上）[29]
- 安来市立布部中学校（同上）[29]
- 安来町立安来中学校〈初代〉（1950年島田中と統合し安来中〈2代目〉へ）[30]
- 島田村島田中学校（1950年安来中〈初代〉と統合し安来中〈2代目〉へ）[30]
- 安来町島田村組合立安来中学校〈2代目〉（1953年9月1日赤江中と統合し安来町外2村組合立安来第一中学校〈現：安来市立第一中学校〉へ）[30]
- 赤江村赤江中学校（1953年9月1日安来中〈2代目〉と統合し安来第一中へ）[30]

## 江津市
- 江津市立跡市中学校（2002年青山中と統合し江津市立青陵中学校へ）[31]
- 江津市立青山中学校（2002年跡市中と統合し青陵中へ）[31]
- 江津市立江津中学校〈旧〉（2003年松平中と統合し江津市立江津中学校〈新〉へ）[32]
- 江津市立松平中学校（2003年江津中〈旧〉と統合し江津中〈新〉へ）[32]
- 江津町立江津中学校渡津分校（1948年4月5日）[32]
- 江津町立江津中学校嘉久志分校（1948年4月5日）[32]
- 江津町立江津中学校和木分校（1948年4月5日）[32]
- 都治村立都治中学校（1950年統合により江津市立江東中学校〈当時：都治村外三村組合立〉へ）[33]
- 浅利村立浅利中学校（同上）[33]
- 黒松村立黒松中学校（同上）[33]
- 波積村立波積中学校（同上）[33]
- 川戸村立川戸中学校（1950年統合により江陵中へ）[34]
- 市山村立市山中学校（同上）[34]
- 谷住郷村立谷住郷中学校（同上）[34]
- 桜江町立江陵中学校（1975年川越中と統合し江津市立桜江中学校〈当時：桜江町立〉へ）[34]
- 桜江町立川越中学校（1975年江陵中と統合し桜江中へ）[34]
- 長谷村立長谷中学校（廃校時期不明）[34]

## 雲南市
- 雲南市立海潮中学校（2024年大東中へ統合）[35]
- 木次町立木次中学校〈旧〉（1975年統合により雲南市立木次中学校〈当時：木次町立〉へ）[36]
- 木次町立日登中学校（同上）[36]
- 木次町立温泉中学校（同上）[36]
- 吉田村立吉田中学校〈旧〉（1996年田井中と統合し雲南市立吉田中学校〈当時：吉田村立〉へ）[37]
- 吉田村立田井中学校（1996年吉田中〈旧〉と統合し吉田中〈新〉へ）[37]
- 掛合村立掛合中学校〈初代〉（1951年統合により掛合中〈2代目〉へ）[38]
- 多根村立多根中学校（1951年掛合中多根校舎となり、1952年4月7日廃止）[38]
- 松笠村立松笠中学校（1951年掛合中松笠校舎となり、1952年4月7日廃止）[38]
- 大東町立大東中学校〈初代〉（1954年統合により大東中〈2代目〉へ）[39]
- 大東町立春殖中学校（同上）[39]
- 大東町立佐世中学校（同上）[39]
- 大東町立阿用中学校（同上）[39]
- 大東町立幡屋中学校（1955年大東中幡屋分校となり、1958年廃校）[39]
- 大東町立海潮中学校塩田分校（1957年大東中へ移管、1966年廃校）[39]
- 大東町立大東中学校〈2代目〉（2001年久野中と統合し雲南市立大東中学校〈当時：大東町立〉へ）[39]
- 大東町立久野中学校（2001年大東中〈2代目〉と統合し大東中〈3代目〉へ）[39]
- 波多村立波多中学校入間分校（1955年掛合中〈2代目〉へ統合）[38]
- 三刀屋町立三刀屋中学校〈旧〉（1958年統合により雲南市立三刀屋中学校〈当時：三刀屋町立〉へ）[40]
- 三刀屋町立鍋山中学校（同上）[40]
- 三刀屋町立雲見中学校（同上）[40]
- 掛合町立掛合中学校〈2代目〉（1972年波多中と統合し雲南市立掛合中学校〈当時：掛合町立〉へ）[38]
- 掛合町立波多中学校（1972年掛合中〈2代目〉と統合し掛合中〈3代目〉へ）[38]

## 大田市
- 大田町立大田中学校〈旧〉（1950年長久中と統合し大田中〈新〉へ）[41]
- 長久村立長久中学校（1950年大田中と統合し大田中〈新〉へ）[41]
- 大田市立大田中学校（1965年久利中と統合し大田市立第一中学校へ）[41]
- 大田市立久利中学校（1965年大田中と統合し第一中へ）[41]
- 大田市立川合中学校（1965年第一中へ統合）[41]
- 大田市立五十猛中学校（1977年統合により大田市立第二中学校へ）[42]
- 大田市立静間中学校（同上）[42]
- 大田市立鳥井中学校（同上）[42]
- 大田市立久手中学校（同上）[42]
- 大田市立波根中学校（同上）[42]
- 大田市立富山中学校（同上）[42]
- 仁摩町立仁万中学校（1966年馬路中と統合し大田市立仁摩中学校〈当時：仁摩町立〉へ） [43]
- 仁摩町立馬路中学校（1966年仁万中と統合し仁摩中へ）[43]
- 大田市立仁摩中学校（2014年温泉津中と統合し大田市立大田西中学校へ）[43]
- 大田市立温泉津中学校（2014年仁摩中と統合し大田西中へ）[43]

## 仁多郡
- 仁多町立三成中学校（1971年奥出雲町立仁多中学校〈当時：仁多町立〉へ統合）[注釈 4]
- 仁多町立三沢中学校（同上）
- 仁多町立布勢中学校（同上）
- 仁多町立亀嵩中学校（同上）
- 仁多町立阿井中学校（同上）
- 横田町立横田中学校〈旧〉（1971年統合により奥出雲町立横田中学校〈当時：横田町立〉へ）[44]
- 横田町立馬木中学校（同上）[44]
- 横田町立八川中学校（同上）[44]
- 横田町立鳥上中学校（同上）[44]

## 邑智郡
- 邑智町立邑東中学校（1963年統合により邑智町立邑統中学校〈現：美郷町立邑智中学校〉へ）[45]
- 邑智町立吾郷中学校（同上）[45]
- 邑智町立浜原中学校（同上）[45]
- 邑智町立君谷中学校（同上）[45]
- 川本町立川本中学校〈旧〉（1979年朝日中と統合し川本中〈新〉へ）[46]
- 川本町立朝日中学校（1979年川本中〈旧〉と統合し川本中〈新〉へ）[46]

## 鹿足郡
- 津和野町立畑迫中学校（1974年津和野町立津和野中学校へ統合）[47]
- 津和野町立木部中学校（2012年津和野中へ統合）[48]
- 柿木村立柿木中学校椛谷分校（1957年）[49]
- 日原町立第三中学校（1962年第一中へ統合）[50]
- 日原町立第二中学校（1964年第一中へ統合）[50]
- 日原町立第一中学校（1965年青原中と統合し津和野町立日原中学校〈当時：日原町立〉へ）[50]
- 日原町立青原中学校（1965年第一中と統合し日原中へ）[50]
- 朝倉村立朝倉中学校（1950年七日市中と統合し吉賀町立吉賀中学校〈当時：七日市村朝倉村組合立〉へ）[51]
- 七日市村立七日市中学校（1950年朝倉中と統合し吉賀中へ）[51]
- 吉賀町立蔵木中学校（2019年吉賀町立六日市中学校へ統合）[52]

## 隠岐郡
- 海士村立海士第一中学校（1949年海士第二中と統合し海士町立海士中学校〈当時：海士村立〉へ）[53]
- 海士村立海士第二中学校（1949年海士第一中と統合し海士中へ）[53]
- 西郷町立磯中学校（1987年中条中と統合し隠岐の島町立西郷南中学校〈当時：西郷町立〉へ）[54]
- 西郷町立中条中学校（1987年磯中と統合し西郷南中へ）[54]
- 隠岐の島町立中村中学校（2010年西郷南中へ統合）[55]
- 隠岐の島町立布施中学校（同上）[55]